# Rodney Soher
Rodney Ewart Soher (Brighton, 27 de novembre de 1893 - Londres, 25 de gener de 1983) va ser un pilot de bobsleigh britànic, que va competir a començaments del segle xx.
El 1924 va prendre part en els Jocs Olímpics de Chamonix, on guanyà la medalla de plata en la prova de bobs a 4 formant equip amb Thomas Arnold, Ralph Broome i Alexander Richardson.